# Facultad Regional General Pacheco
La Facultad Regional General Pacheco (FRGP) es una de las 29 facultades regionales de la Universidad Tecnológica Nacional que se ubica en Avenida Hipólito Yrigoyen 288; General Pacheco, en el partido de Tigre de la provincia de Buenos Aires.
Esta facultad se especializa en dictar siete carreras de grado, cinco carreras cortas y tres posgrados.

## Carreras de Grado
- Ingeniería Civil
- Ingeniería Eléctrica
- Ingeniería Mecánica
- Ingeniería en Industria Automotriz
- Licenciatura en Organización Industrial
- Licenciatura en Enseñanza de la Matemática
- Licenciatura en Enseñanza de la Física

## Carreras Cortas
- Técnico Superior en Programación
- Técnico Superior en Sistemas Informáticos
- Técnico Superior en Administración
- Técnico Superior en Moldes, Matrices y Dispositivos
- Técnico Superior en Gestión de la Industria Automotriz

## Posgrados
- Especialización y Maestría en Docencia Universitaria
- Especialización y Maestría en Ingeniería Estructural
- Especialización en Ingeniería Gerencial y Maestría en Administración de Negocios

## Historia
Una de las facultades de la UTN es la Regional General Pacheco. La misma, creada en el año 1972, colabora con el desarrollo industrial del norte del Gran Buenos Aires formando y capacitando en la ingeniería y en las temáticas de la industria y las empresas a miles de estudiantes, profesionales, industriales y empresarios. 
Ubicada en un predio de aproximadamente 6 hectáreas, cuenta con instalaciones en las que se ha cuidado preferencialmente la inserción de los edificios en concordancia con la naturaleza constituyéndose en un ambiente adecuado para el estudio. 
Con una matrícula de 1.500 alumnos, aproximadamente, y más de 650 graduados, en esta casa de estudios se forma para las Ingenierías Mecánica, Eléctrica, en Industria Automotriz y Civil, y para la Licenciatura de Organización Industrial. 
A partir de 1997 se implementaran las Maestrías en Ingeniería Ambiental y en Ingeniería en Calidad. 
Además, se desarrollan cursos universitarios de formación profesional, entre los cuales se destacan los Analistas de Sistemas en Medio Ambiente Industrial, Calidad Total, etc., lo cual suma más de 700 alumnos extracurriculares.
Las actividades se completan con numerosos cursos de capacitación para profesionales, industriales y empresarios en las diversas temáticas, relacionadas con el mundo del trabajo, la industria y la empresa.

## Ubicación
Avenida Hipólito Yrigoyen 288, General Pacheco
A 300 metros de la Estación de trenes General Pacheco (Ramal Mitre Villa Ballester - Zarate)
Líneas de Colectivos que pasan por la Facultad: 
- 15 (Pacheco)
- 60 (2 y 3)
- 87 (Fabrica Ford)
- 203 (Ramal Pilar x Ruta 9)
- 204
- 365
- 720
- 721
- 722
- 723

## Enlaces
- Universidad Tecnológica Nacional
- Facultad Regional Gral. Pacheco

- Datos: Q5854485